# Viaduto sobre a CPTM
Viaduto sobre a CPTM é o nome não oficial dado a um viaduto localizado na cidade de São Paulo, mais especificamente na Marginal Pinheiros, a 500 metros da Ponte do Jaguaré, na Zona Oeste, que liga a pista expressa da Marginal à Rodovia Castelo Branco, e que passa por cima da Linha 9–Esmeralda do Trem Metropolitano de São Paulo, que foi controlada pela CPTM entre 1996 e 2022.
Este viaduto ganhou notoriedade no dia 15 de novembro de 2018, quando um de seus tabuleiros cedeu 2 m, danificando um de seus pilares. O incidente danificou 5 veículos e deixou 4 motoristas feridos.

## Nome
Segundo reportagem do Jornal Folha de S.Paulo este viaduto não possui um nome oficial, já que ele está catalogado no mapa oficial da prefeitura como um trecho "sem denominação".
Em registros oficiais, como notificações de multa de trânsito, por exemplo, esse viaduto já foi nomeado como Viaduto Fepasa, Ponte da Nova Fepasa e até Viaduto do Cadeião. O problema desta última denominação é que existe um outro viaduto localizado a poucos metros deste que também é chamado e Viaduto do Cadeião, já que ambos estão próximos ao CDP (Centro de Detenção Provisória) de Pinheiros.
Em 22 de novembro de 2018, a prefeitura publicou no Diário Oficial um contrato emergencial para obras de recuperação neste viaduto em que o denominou de "Viaduto sobre a CPTM".

## História
Em 1970, o governo do estado por meio da Fepasa e do DER-SP investiu na construção de trechos da Marginal Pinheiros, entre os quais de um viaduto de transposição do Ramal de Jurubatuba existente na altura da Ponte do Jaguaré. O viaduto foi pensado para encurtar o caminho para acessar a Rodovia Castello Branco pela via expressa da Marginal Pinheiros. Antes de sua construção, era preciso pegar a avenida Mofarrej, na Vila Leopoldina, para contornar a linha do trem.
O projeto ficou a cargo de Walter Braga e da Proenge Engenharia de Projetos Ltda e as obras de responsabilidade da CBPO, realizadas entre 1976 e 1978.
Em 1997, a prefeitura entrou com um processo de transferência da posse do viaduto, o que acabou gerou um impasse entre ela - prefeitura - e o DER sobre a posse do viaduto, impedindo que a prefeitura fizesse a manutenção do viaduto. Até 2013, ainda existiam 3 pendências para concluir a transferência do viaduto para a prefeitura: o recebimento do projeto original, o documento com as memórias de cálculo estrutural e outros documentos pertinentes.
Na madrugada de 15 de novembro de 2018, um dos tabuleiros do viaduto cedeu 2 m, danificando um de seus pilares. O incidente danificou 5 veículos e deixou 4 motoristas feridos. No dia 2 de dezembro, a Prefeitura de São Paulo concluiu o processo de elevação da estrutura e descartou a possibilidade de demolir o viaduto.